# Thttpd
thttpd (tiny/turbo/throttling HTTP server) est un serveur web de code libre disponible pour la plupart des variantes d'Unix. Il se caractérise par le fait d'être simple, petit, portable, rapide et sûr, car il utilise les exigences minimales d'un serveur HTTP. Cela le rend idéal pour servir de grands volumes d'informations statiques.

## Historique
HTTP, le protocole de protocole de transfert hypertexte (Hyper Text Transfer Protocol) est le protocole utilisé dans chaque transaction du Web (WWW). L'hypertexte est le contenu des pages Web. Le protocole de transfert est le système par lequel ils ont envoyé la demande à accéder à une page web, et la réponse de ce site Web, en envoyant les informations que vous verrez sur l'écran. Il sert également dans le protocole pour envoyer des informations supplémentaires dans les deux sens, comme des formulaires , des messages, et d'autres informations similaires.
Sa création a été motivée par le besoin d'obtenir un logiciel pour des serveurs à trafic bas et moyen, car ils ne sont pas requis par les applications utilisées à des niveaux élevés, ce qui génère un faible taux de transfert.

## Caractéristiques
- Simple, parce qu'il ne gère que le minimum nécessaire pour mettre en œuvre le protocole HTTP, quelques fois un peu plus que le minimum.
- Petit, parce qu'il a aussi une courte période d'exploitation, puisqu'il ne se divise pas en deux parts  et est très prudent quant à l'allocation de la mémoire.
- Portable, car il compile correctement sur la plupart des systèmes d'exploitation, notamment FreeBSD, SunOS 4, Solaris 2, BSD/OS, GNU/Linux, OSF.
- Rapide, parce qu'à l'emploi , il est généralement (dans l'ensemble) plus rapide que le meilleur des serveurs "vedette" (Apache), et, dans des conditions extrêmes de charge, est beaucoup plus rapide.
- Sûr, parce qu'il s'applique à effectuer de grands efforts pour protéger le serveur Web contre des attaques en provenance d'autres sites.

## Utilisation
L'utilisation appropriée de cet outil est de gagner de la vitesse dans le transfert de fichiers, et de réduire des coûts superflues pour des fonctions qui ne sont pas nécessaires dans le serveur, à raison d'avoir seulement la capacité à utiliser les serveurs (Apache).
Cette fonction importante permet à l'administrateur du serveur de limiter le taux de bits maximal pour certains types de d'archives transférées, en générant une application beaucoup plus légère et rapide.

## Avantages
L'administrateur peut décider de limiter le taux de transfert d'un type de fichiers, par exemple en limitant les images JPEG à 20ko/s. Cela empêche la saturation de la connexion, de sorte que le serveur puisse rester accessible sous une lourde charge de travail, avec tout de même l'inconvénient qu'il réduit la vitesse de transfert des fichiers. La charge moyenne tombe en raison de la réduction du transfert graphique grâce à thttpd.

## Inconvénients
Il ne possèdent pas les mêmes applications que l'on peut obtenir d'un logiciel standard comme l'est Apache.